# Борис Шчукин
Борис Василиевич Шчукин (5 април 1894, Кашира – 7 октомври 1939, Москва) – съветски и руски драматичен артист, народен артист на СССР (1936). Носител е на Държавна награда на СССР (1941 – посм.)

## Биография
Борис Шчукин е роден на 5 април 1894 г. в град Кашира, край Москва. Учи във Висше техническо училище. По време на Гражданската война в Русия служи в Червената армия. От 1920 година работи в студиото на Е. Б. Вахтангов, а след това – в театър „Е. Б. Вахтангов“.

## Роли
Шчукин е един от големите представители на съветската реалистична школа, съчетали в своето изкуство комедийното и драматическото тачало.

### Театрални роли
- Павел Суслов във „Виринея“ – Лидия Сейфулина (1925);
- Егор Буличов – „Егор Буличов и другите“ – Максим Горки (1932);
- Ленин – „Човекът с пушка“ – Н. Ф. Погодин (1937);

### Роли в киното
- Рогачьов, началник на авиационното училище - „Пилоти“ (1935);
- Ленин – „Ленин през октомври“ (1937);
- Ленин – „Ленин през 1918 г.“ – (1939) и др.